# InPARK

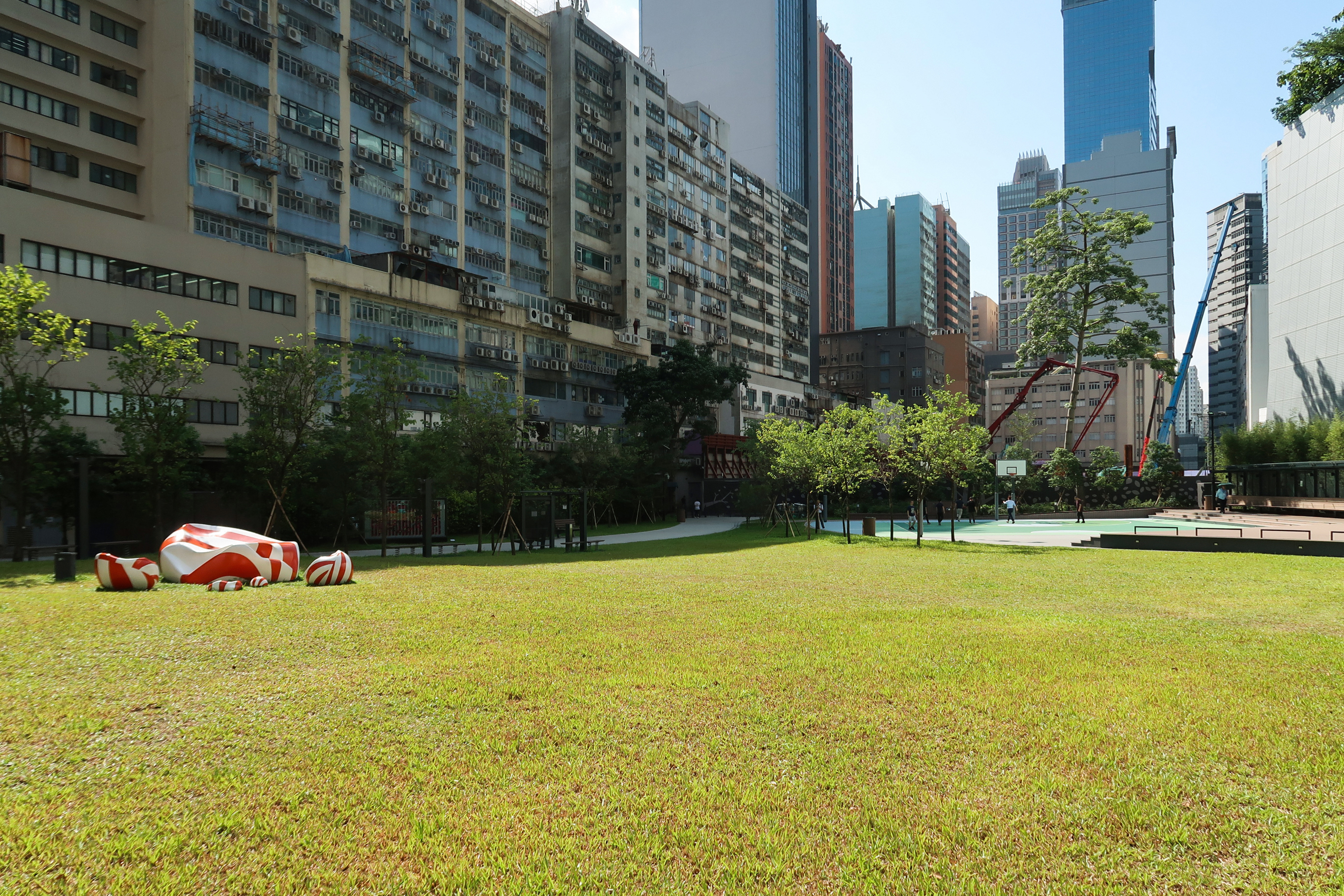
InPARK原有籃球場位置變成大草坪，只保留小型籃球場

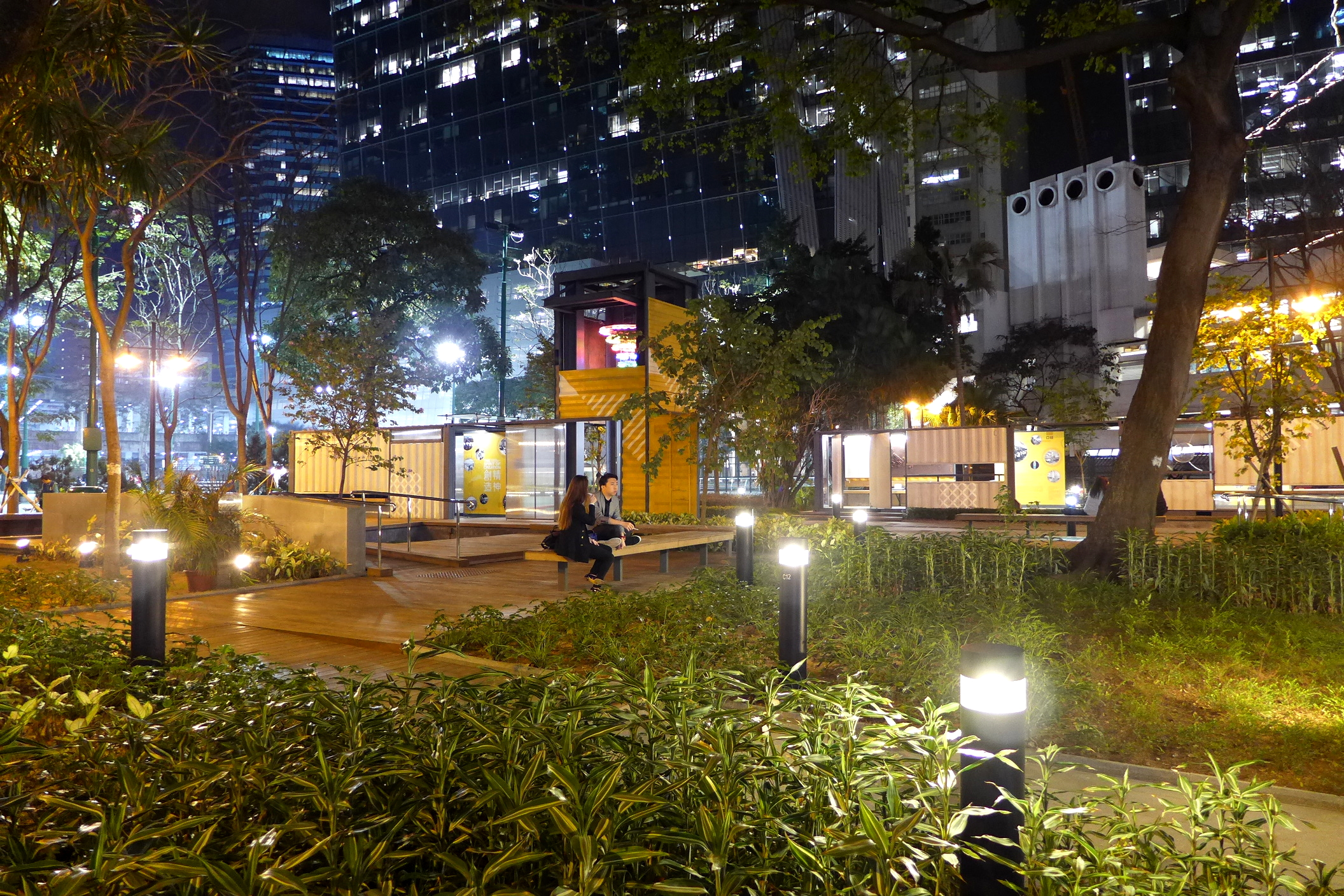
InPARK設計了以貨櫃箱砌成的展覽場地

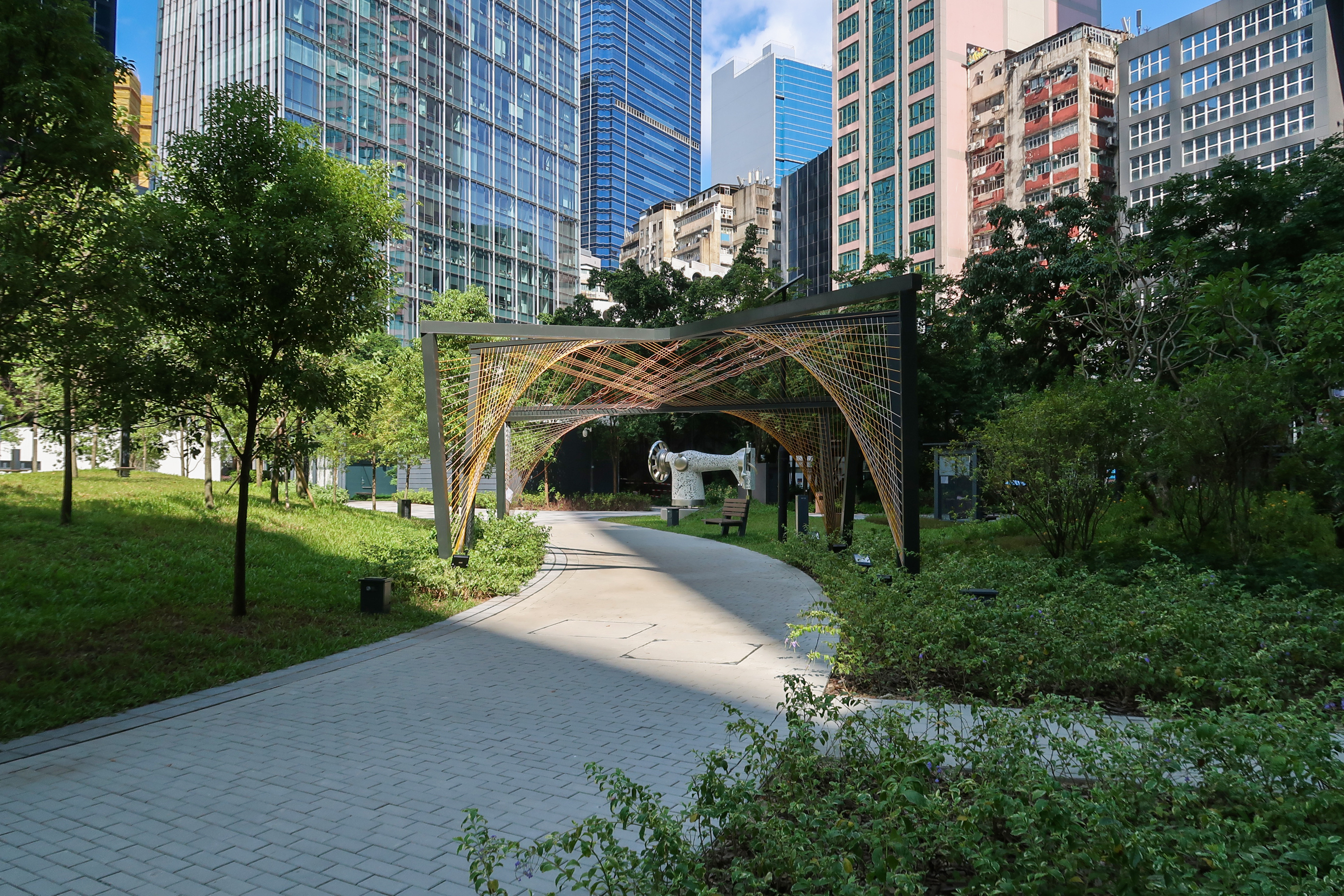
曾雪明、張天藍與吳兆昌（EXP+）的《織織綠織織》

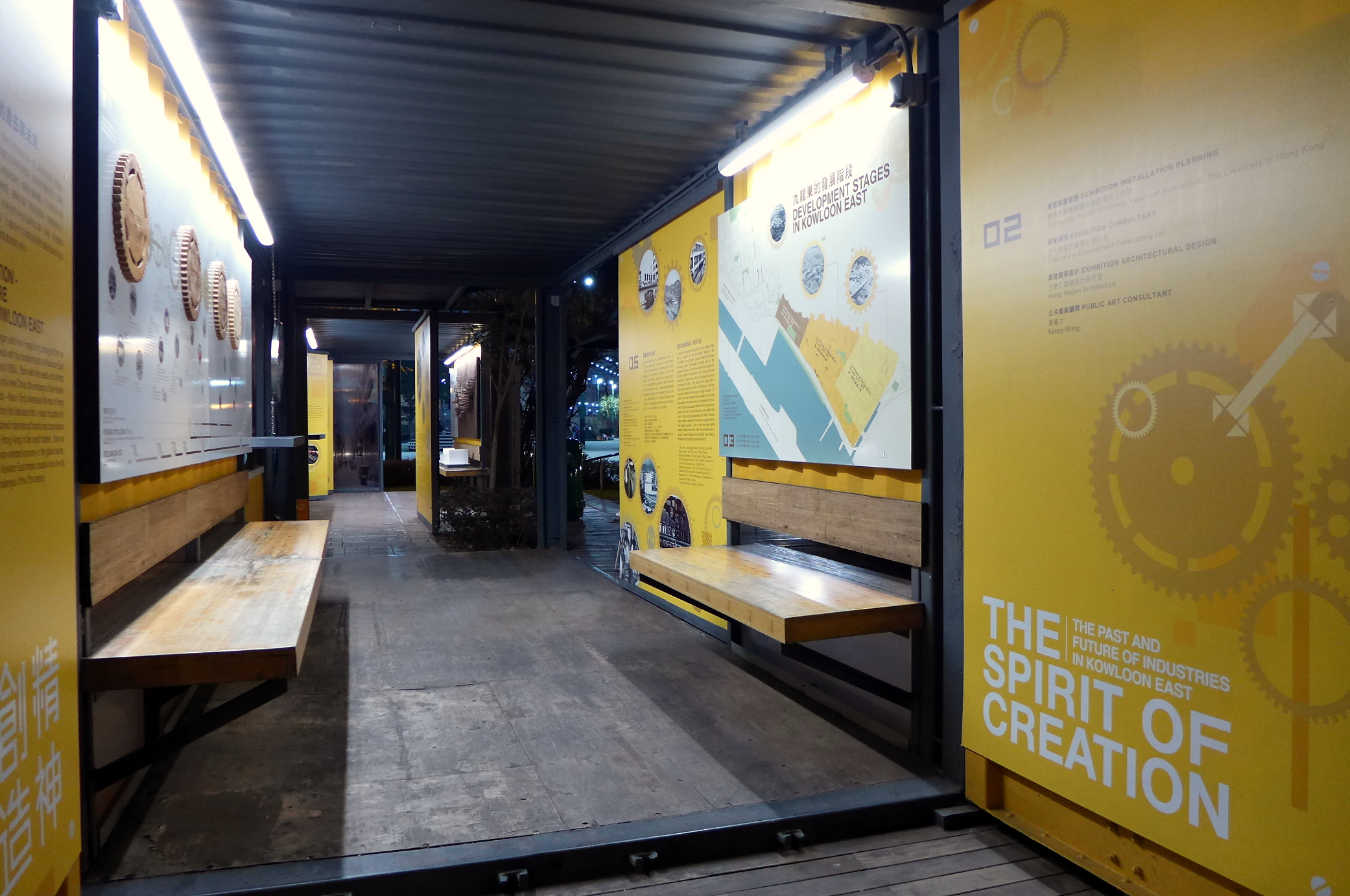
展覽場地可遊人休憩之餘，也可以從中了解過去幾十年來的香港工業歷史

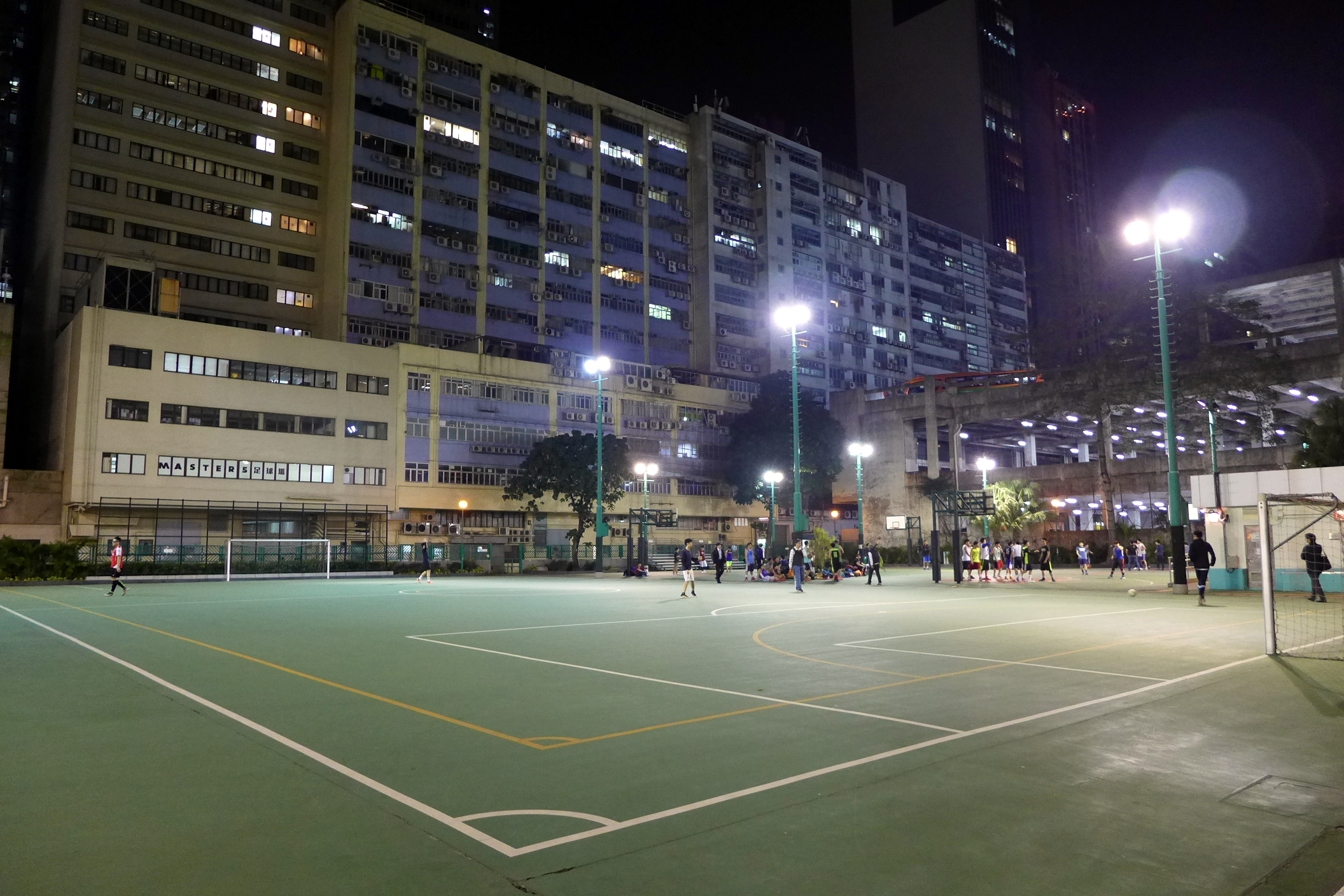
舊駿業街遊樂場的七人足球場及籃球場

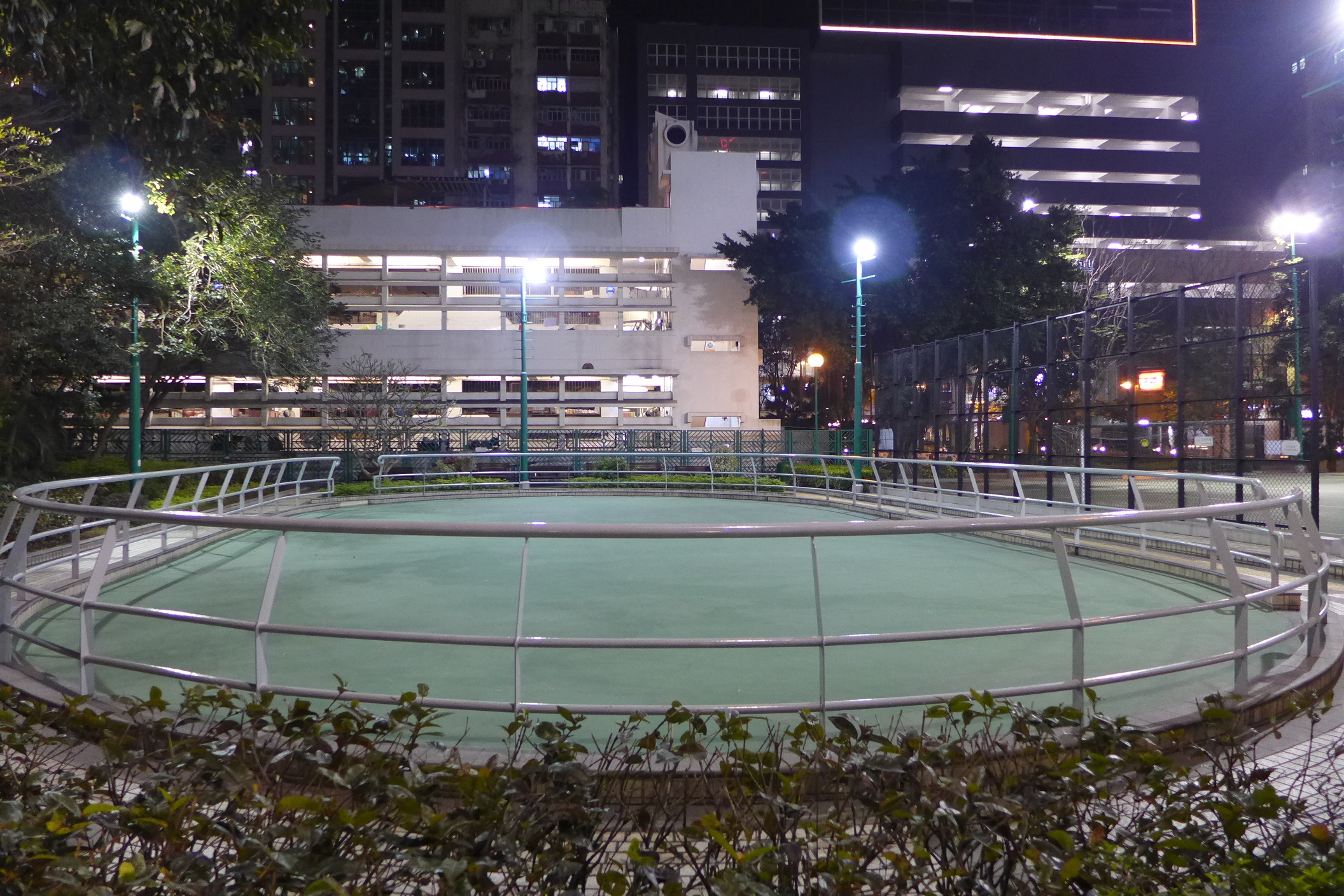
舊駿業街遊樂場的滾軸溜冰場

InPARK，舊稱駿業街遊樂場 （英語：Tsun Yip Street Playground），是香港一座以工業傳統為題材的主題公園，位於九龍觀塘駿業街，佔地約8,300平方米，由康樂及文化事務署管理。隨著《起動九龍東》計劃發展，觀塘工業區轉型為觀塘商貿區，政府在2015年斥資1億920萬港元為駿業街遊樂場進行翻新工程及改造，首階段於2013年年初動工，於2014年9月落成，次階段於2017年動工，於2019年竣工。翻新第二期完工後，駿業街遊樂場改稱InPARK，並於2019年3月26日全面啟用供市民享用。

## 歷史
1973年，駿業街遊樂場落成。
2000年代，觀塘區已經逐漸轉型為商業貿易發展，整個九龍東約66%的商業機構為從事出入口、批發及零售，13%則為從事金融服務及保險等，駿業街遊樂場的設施已經未能夠完全地配合區內的就業人口需求，加上駿業街遊樂場原來採用了混凝土地面，加劇了熱島效應，使到於附近上班的香港市民不願意在駿業街遊樂場逗留或者留坐。
2012年8月，為了配合《起動九龍東》發展計劃，起動九龍東辦事處率先將觀塘駿業街遊樂場進行大型翻新工程，將其改變身為全香港首座以工業傳統為主題設計的特色公園。工程將會分為兩期舉行，包括將混凝土地面更改成為以中央草坪及樹蔭為主的大片綠化帶面積，另外加設以貨櫃為設計藍本的涼亭、放置了反映以往觀塘工業區傳統的特色擺設及特色水景，並且提供免費公眾Wi-Fi，務求令到遊樂場成為觀塘商貿區的綠洲。遊樂場亦將會設立多用途空間供予香港市民進行表演及其他展覽等活動，並且會研究引入環境保護裝置，包括使用循環再用物料、安裝太陽能及風能設施等。此外，起動九龍東辦事處亦會改善駿業街遊樂場與鄰近的行人網絡的連接，包括拆除遊樂場周圍達兩米高的圍欄，以增加公園的暢通程度。首階段於2013年動工，次階段將會於2016年至2017年竣工。與此同時，起動九龍東辦事處亦會研究重新設置遊樂場場內的球場設施的可能性方案。
起動九龍東辦事處亦計劃於2012年10月25日至2013年年初駿業街在遊樂場舉辦12次逢週四中午及黃昏時份舉行嘉年華，提供街頭藝術文化表演及有機農墟活動。包括設有近30個攤位，主要售賣有機蔬菜。
2014年9月8日，首階段工程加設4座貨櫃，分別用以紹觀塘在不同時期的發展情况，並且播放工業家庭訪問影片。貨櫃均隨時開關，以加強特色。基於觀塘商貿區的就業人口變動，居民對公共休憩空間的要求改變，故此有關部門認為需要改建駿業街遊樂場；期望在促進九龍東轉型的過程中，加深公眾對九龍東的工業文化之認識，以「創造精神」作為公園主題。故此，次階段計劃大幅度地改造毗連駿業街遊樂場的兩個硬地足球場、兩個籃球場及一個滾軸溜冰場為多用途中央草坪及園林設施，於適當位置提供避雨亭、提供非正式表演及展覽活動的舞台、提供表演及展覽活動的多用途場地、設置小型水景設施，以及提供香港政府WiFi通等；涉及面積達7,125平方米，耗資1億920萬港元。有關部門將會於康寧道公園及牛頭角配水庫設施上址重置其中一個七人足球場及兩個籃球場。
2019年反送中運動期間，公園成為舉行「和你lunch」的地點之一，市民曾自發舉行「和你摺」活動。

## 設施

### 翻新前
駿業街遊樂場場內包括了兩個七人足球場、兩個籃球場、一個滾軸溜冰場及休憩空間等。

### 翻新後
InPARK由王維仁建築設計研究室設計，由ABLE及LAAB施工完成。第一期佔地1,300平方米，設計了以貨櫃箱砌成的展覽場地，擺設兩組貨櫃予人一邊回顧香港工業歷史，一邊展望將來，除以鏽色釘子砌成的工業地圖，亦以螺絲帽造成的櫈子及其他以工業為主題的藝術裝置，並且加上錄音錄像展品。遊人休憩之餘，也可以從中了解過去幾十年來的香港工業歷史。第二期佔地7,000平方米，原有籃球場位置鋪設了大草坪，遊人可踩可臥，該處亦可以用作舉辦音樂會及其他社區活動。此外，康樂及文化事務署引入了10件以工業為主題的藝術品擺設於該處。而原本的球場設施重置在康寧道公園及牛頭角配水庫頂的現址。

## 批評
地區人士和立法會議員批評翻新計劃多此一舉，成本效益低，看不到翻新後如何突顯工業文化。而且將一個動態場地變成一個全靜態公園，對附近使用者感到不便。重置球場工程亦需3.8億港元，非常浪費。

## 開放時間
InPARK的開放時間為每日早上7時到晚上11時。

## 資料來源
1. ↑   （页面存档备份，存于） 「星期四玩轉駿業街之綠生活｜藝術」揭幕，香港發展局，2012年10月25日
2. ↑   (新闻稿). 政府新聞網. 2019-03-26.
3. ↑  . Travel.ULifestyle.com.hk.   [2014-12-01]. （原始内容存档于2020-12-09） （中文（香港））.
4. ↑  駿業街遊樂場大變身 （页面存档备份，存于） 《東方日報》 2012年8月30日
5. ↑  觀塘設工業公園 貨櫃涼亭獻新猷 （页面存档备份，存于） 《太陽報》 2012年8月30日
6. ↑  駿業街遊樂場變身藝術農墟 （页面存档备份，存于） 《星島日報》 2012年10月26日
7. ↑  . 明報. 2014年9月8日  [2014年9月8日]. （原始内容存档于2016年3月4日）.
8. ↑  觀塘遊樂場改建文化公園 （页面存档备份，存于） 《東方日報》 2015年2月14日
9. ↑  駿業街遊樂場擬改建工業文化公園 （页面存档备份，存于） 《太陽報》 2015年2月14日
10. ↑  駿業街遊樂場將變工業文化公園 （页面存档备份，存于） 《文匯報》 2015年2月14日
11. ↑  . on.cc. 2019-12-20  [2020-01-29]. （原始内容存档于2020-01-29）.
12. ↑  . 立場新聞. 2020-01-03  [2020-01-29]. （原始内容存档于2020-11-25）.
13. ↑  . 東方日報. 2018-12-17  [2019-09-17]. （原始内容存档于2019-10-17）.
14. ↑  陳偉文. . 香港獨立媒體. 2015-02-27  [2019-09-17]. （原始内容存档于2019-02-27）.

## 外部連結
- 康樂及文化事務署 康樂場地
- 駿業街遊樂場第一期（页面存档备份，存于）
- InPARK（页面存档备份，存于）